# Planetary Duality
 (novembre 2012).
Si vous disposez d'ouvrages ou d'articles de référence ou si vous connaissez des sites web de qualité traitant du thème abordé ici, merci de compléter l'article en donnant les références utiles à sa vérifiabilité et en les liant à la section « Notes et références ».
Planetary Duality est le second album du groupe américain de death metal technique The Faceless, sorti en 2008. Il est caractérisé comme « l'album de la maturité »[réf. souhaitée]du groupe. Unanimement salué par les médias et les sites spécialisés (3,9/5 sur Sputnikmusic et 8,47/10 pour Metal Storm), il dispense un death metal ultra technique et brutal, direct et sans concessions.

## Titres des chansons
- Prison Born
- The Ancient Covenant
- Shape Shifters
- Coldly Calculated Design
- Xeno Christ
- Sons of Belial
- Legion of the Serpent
- Planetary Duality I : Hideous Revelation
- Planetary Duality II : A Prophecies Fruition